# Howard (Kansas)
Howard település az Amerikai Egyesült Államok Kansas államában, Elk megyében, melynek megyeszékhelye is. Lakosainak száma 570 fő (2020. április 1.).

## Népesség
A település népességének változása:

| 2010 | 687 |
| 2020 | 570 |